# Allium atrorubens
Allium atrorubens es una especie de planta bulbosa del género Allium, perteneciente a la familia de las amarilidáceas, del orden de las Asparagales. Originaria de América del Norte.

## Descripción
Tiene bulbos de  10-16 mm, ovoides a ± esféricos; capa externa de color marrón rojizo. Las hojas son cilíndricas, con la punta bien enrollada en estado fresco. Inflorescencias con 5-50 flores; pedicelos de 6-20 mm; perianto lanceolado a ovado, todo de color rojo púrpura o rosa (raramente blanco).

## Taxonomía
Allium atrorubens fue descrita por  Sereno Watson y publicado en United States Geological Expolration (sic) of the Fortieth Parallel. Vol. 5, Botany 352, pl. 38, f. 4–5, en el año 1871.
Etimología
Allium: nombre genérico muy antiguo. Las plantas de este género eran conocidos tanto por los romanos como por los griegos. Sin embargo, parece que el término tiene un origen celta y significa "quemar", en referencia al fuerte olor acre de la planta. Uno de los primeros en utilizar este nombre para fines botánicos fue el naturalista francés Joseph Pitton de Tournefort (1656-1708).
atrorubens: epíteto latino que significa "profundamente rojo".
Variedades
- Allium atrorubens var. cristatum (S.Watson) McNeal[3]